# Villa del Mar
Villa del Mar es una localidad del Partido de Coronel Rosales, provincia de Buenos Aires, Argentina. Se ubicada a 670 km de la ciudad de Buenos Aires, y a solo 5 km de la ciudad de Punta Alta, cabecera del Partido.

## Historia
El surgimiento de la localidad se remonta por el año 1931 con el fin de saciar la necesidad de contar con un espacio de esparcimiento junto al mar para los vecinos de las ciudades de los partidos vecinos, ya que se contaba desde 1922 con las instalaciones del balneario Arroyo Pareja, explotado por la empresa ferroviaria Rosario a Puerto Belgrano
En el año 1924, se instaló en lo que sería en un futuro la localidad de Villa del Mar el señor José Gronda, quien estableció un tambo llamado “La Unión” y se dedicó a la cría de ganado vacuno y reparto de leche en la ciudad de Punta Alta.
Posteriormente los campos pasaron a pertenecer a los señores G. Ganuza Lizarraga y escribano Samuel Wainfeld, quienes amasaron la idea de fundar un balneario.
El auge notable que tuvo por los '30 la villa balnearia obligó a los dueños de la misma a avanzar sobre el proyecto. El proyecto original fue elaborado por la empresa bahiense F. Marseillán y Cía. y contemplaba, entre muchas otras instalaciones, la construcción futura de un conjunto de garajes para los automóviles de los veraneantes, una estación de servicio, varias piletas de natación, pérgolas, canchas de juegos diversos, pistas para automóviles, motos y bicicletas, un hotel y confitería, etc.
La inauguración, la cual se había pactado el 7 de diciembre, se demoró para la segunda quincena del mes, dado que aún faltaban culminar los últimos trabajos, a la vez que se logró la habilitación, por parte del Ferrocarril del Sud, de una media estación frente a la misma playa de la villa, a fin de facilitarle a los vecinos puntaltenses y bahienses el acceso al nuevo balneario. También se lanzaron a la venta los primeros terrenos, a cargo del escritorio de Varela & Boffi, anunciando al 25 de diciembre de 1930 como la fecha de inauguración.
Villa del mar tuvo un gran auge durante las décadas del 50 y 60, para después comenzar a mermar. Los habitantes de la localidad afirman que esta interrupción del crecimiento debió a la falta de servicios como el gas natural durante la temporada invernal. También hay que considerar el mejoramiento de las vías de comunicación con otros puntos turísticos, como por ejemplo la construcción de la ruta a Monte Hermoso, la cual significó una caída en la cantidad de veraneantes para Villa del Mar, sobre todo los provenientes de Bahía Blanca. Por último, el dragado de la ría tendiente a facilitar el acceso al puerto de Ingeniero White, terminó por restarle calidad a la playa, más allá que de por sí se trate de una costa de fangal, típica del sector interno de la bahía Blanca.

## Geografía
Villa del Mar está inserta en un ecosistema del humedal costero donde se recrea el ambiente de las islas de la bahía mediante su sendero interpretativo que se encuentra en un sector bajo de playa. Se hallan extensos cangrejales y las marismas, con jumes y espartinas, y la diversidad de aves.
Entre los mamíferos es posible disfrutar viendo a grupos de Franciscana o Delfín Picudo. Se pueden observar aves como el esbelto Macá Grande, varias especies de gaviotines, algunos zambullidores y otros que pescan al vuelo, así como enormes bandas de Rayador. Están presentes diversas especies como pescadilla, merluza, cazón, gatuso y tiburones de mayor talla, entre otras especies.
Debido a esta riqueza biológica, la localidad presenta la "Reserva Natural Bahía Blanca, Bahía Falsa y Bahía Verde" para preservar las especies del lugar.

## Economía
Aunque se pensó que la localidad iba a depender totalmente del turismo, debido a los diferentes sucesos que acontecieron en la región dieron como resultado que esto pase a segundo plano. En la actualidad, la villa tiene una vida comercial y pesquera.

## Población

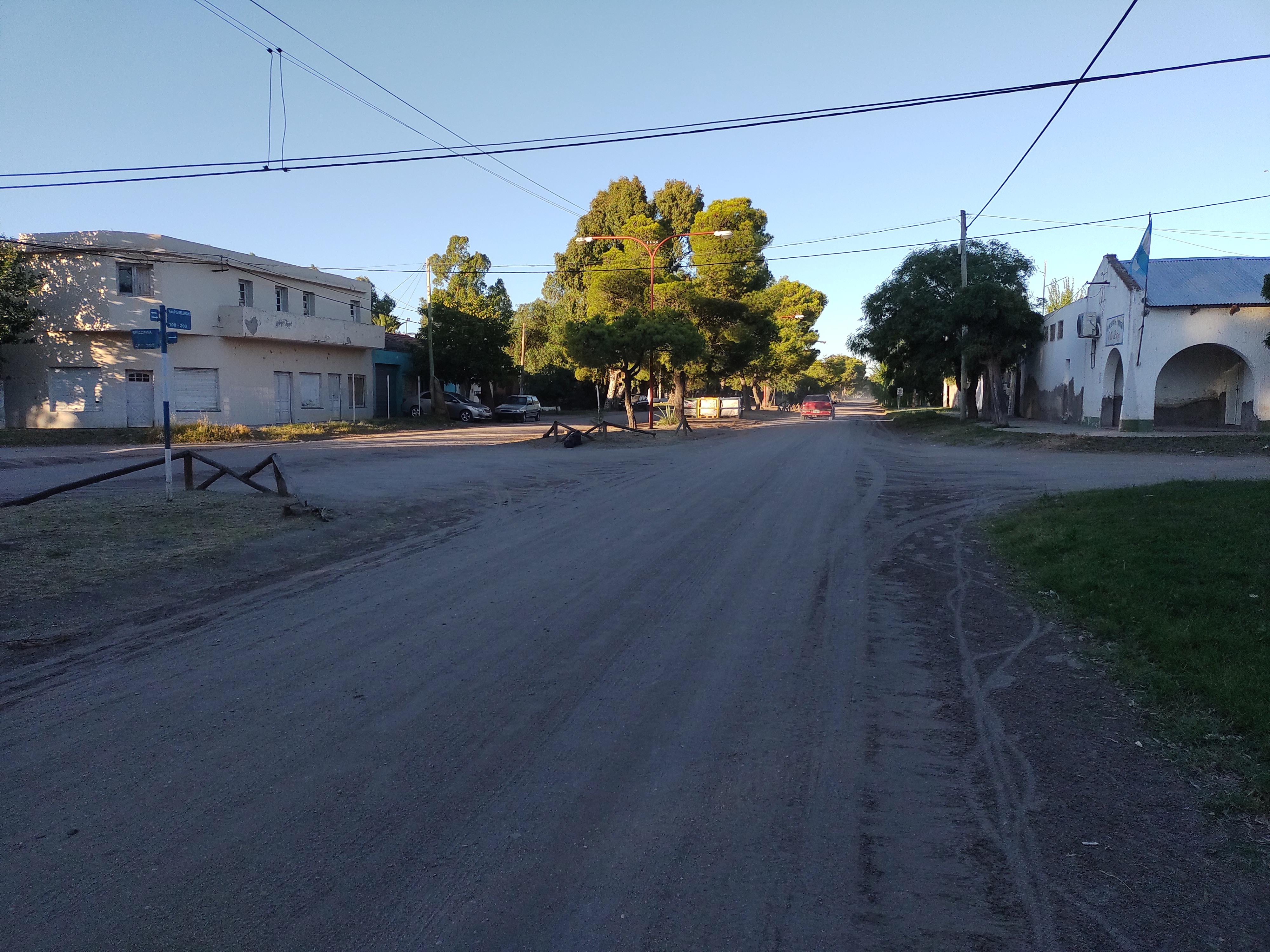
Avenida Puerto Belgrano, Villa del Mar

Cuenta con 327 habitantes (Indec, 2010), lo que representa un descenso del 7% frente a los 353 habitantes (Indec, 2001) del censo anterior.
| Gráfica de evolución demográfica de Villa del Mar entre 1991 y 2010 |
|                                                                     |
| Fuente: Censos nacionales del INDEC                                 |

## Instalaciones
La localidad cuenta con diferentes establecimientos públicos, como la Sociedad de Fomento, creada en abril de 1941 o el Centro Cultural, donde funciona una sala médica. En materia de educación, funciona en la villa la escuela N.º 15 y el jardín de infantes N.º 917.

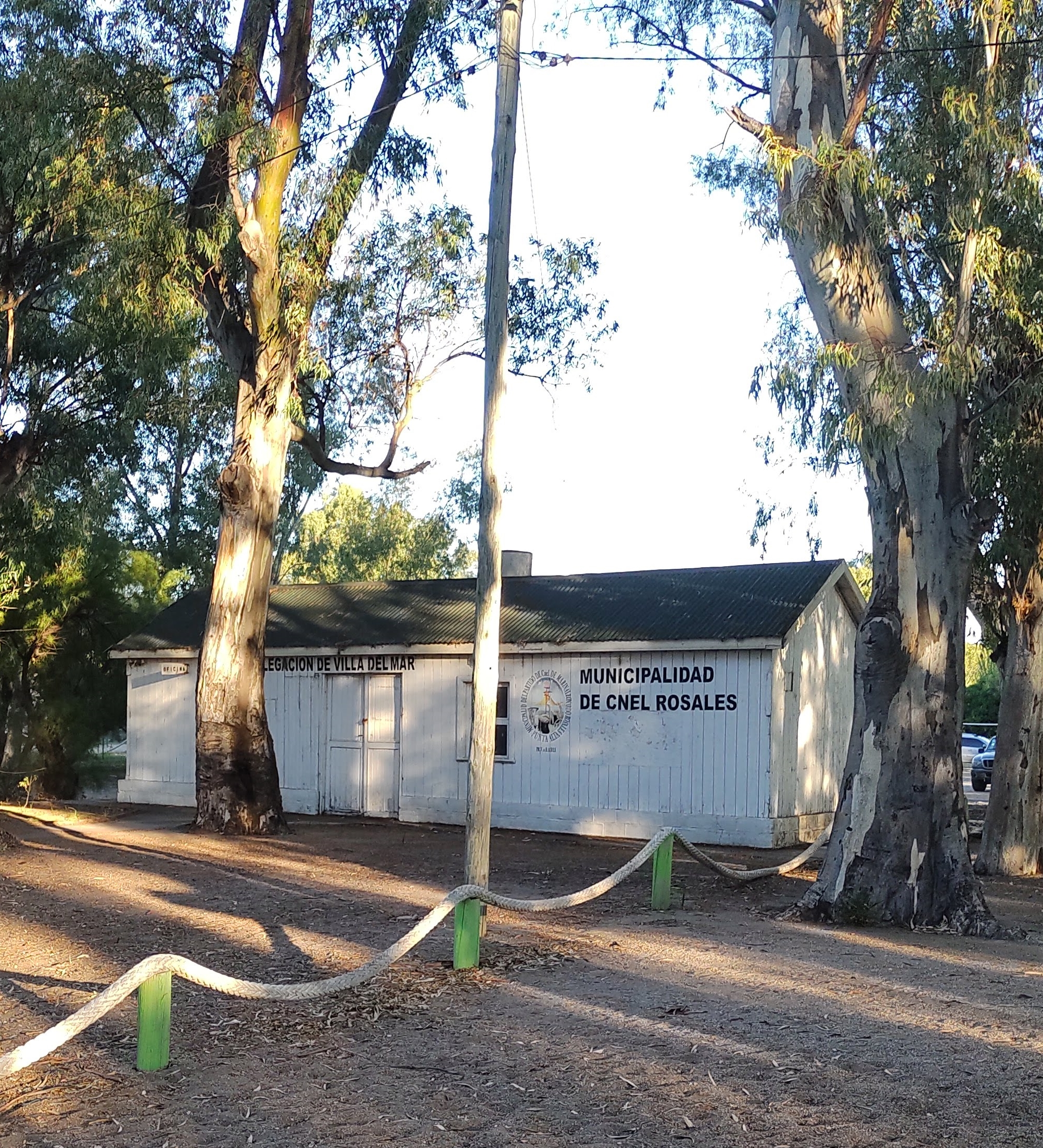
Delegación municipal de Coronel Rosales en la localidad
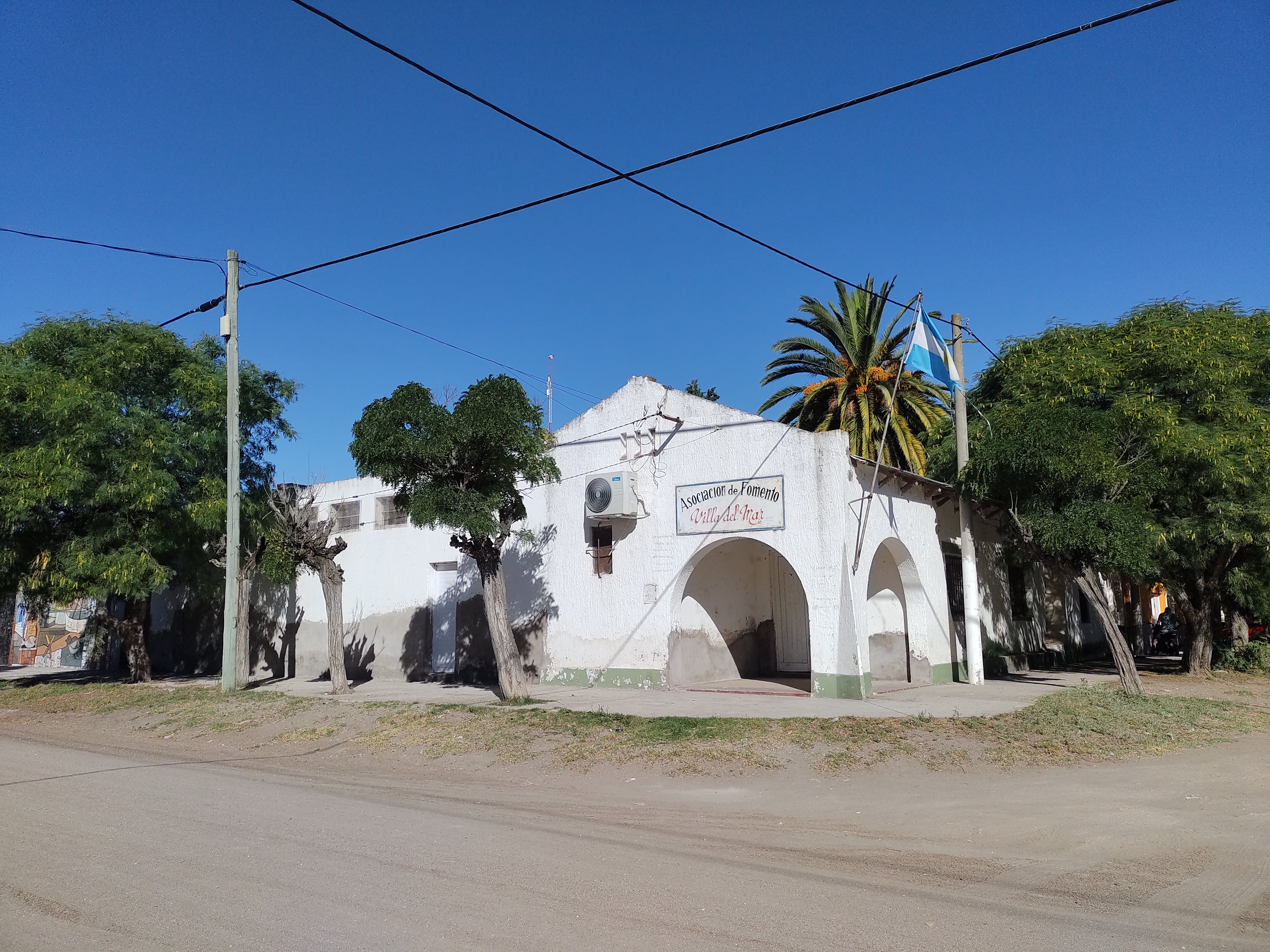
Sociedad de fomento de la localidad
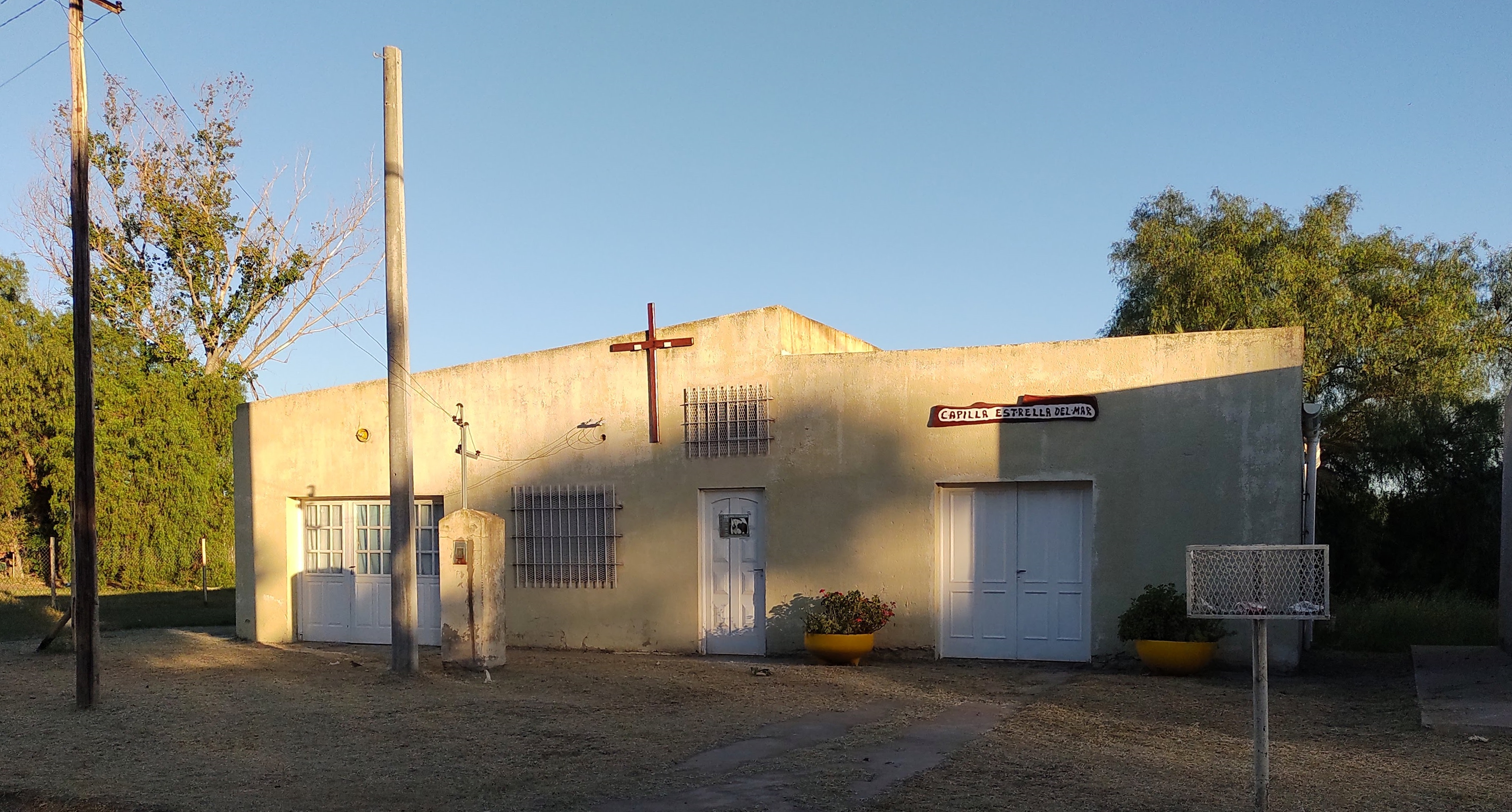
Capilla "Estrella del Mar"
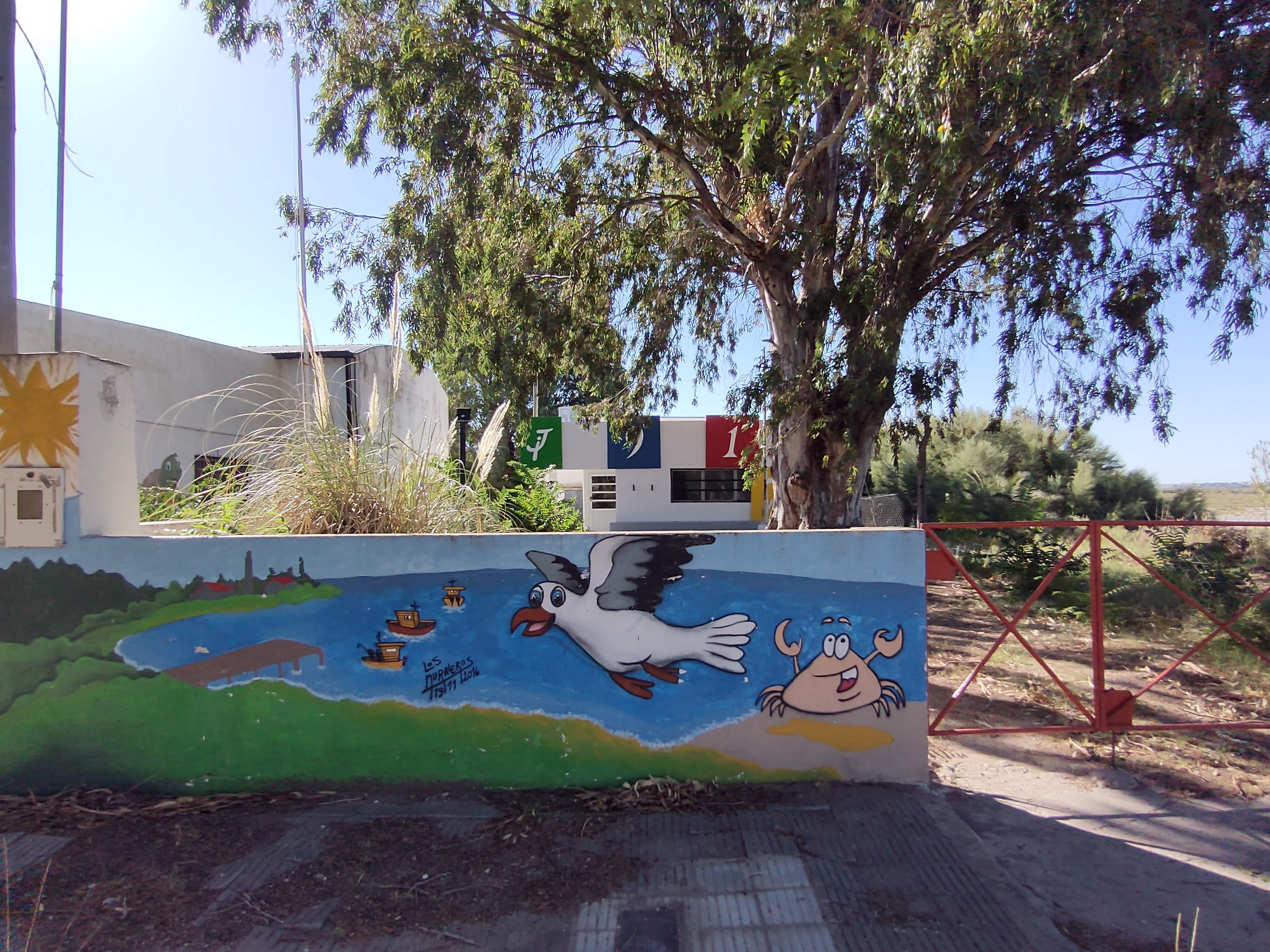
Jardín de Infantes Nº 917
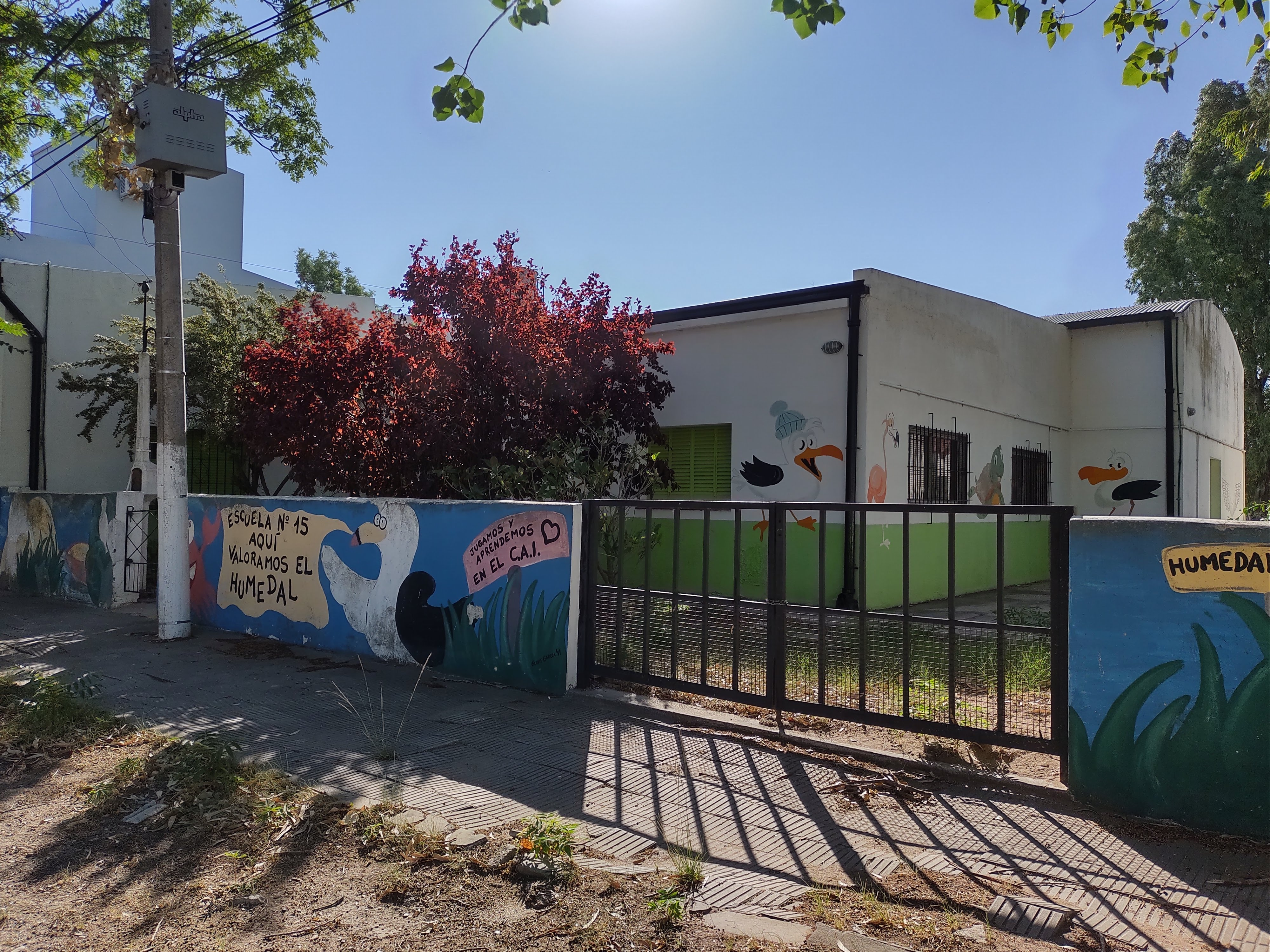
Escuela Nº 15 "Mariano Moreno"

## Símbolos

### Canción de la localidad
El día 29 de abril de 2022, el Concejo Deliberante de Coronel Rosales, a través de la Ordenanza 4124, oficializó la Canción de la localidad de Villa del Mar.
Debe cantarse a continuación del Himno Nacional Argentino en cada ocasión.

Canción a Villa del mar
Letra:  Eugenio Damián Ojeda
Música: Francisco Martín Squizzato
Canto
Desde lo profundo se asoma en silencio
hacia nuestras tierras bañadas de mar
las blancas espumas de sal y misterio
que besan tu suelo de húmedo arenal
adornan tu espuma con su colorido
las aves marinas que vienen y van
y el paisaje, su traje divino
dando con su brillo un bello portal
Tus blancas arenas son como refugio
para las colonias de tu cangrejal
la marea empuja flujos y reflujos
regando tus costas luego regresar
quizás el artista no pudo plasmarte
sobre el blanco lienzo y después partir
tal vez el poeta hoy pudo inspirarse
y escribir los versos dedicado a ti
Que los humedales que hay en tus orillas
Se queden por siempre en ese lugar
Que nunca destruyan tu arenal y arcilla
Natural belleza de Villa del Mar!!!

## Turismo

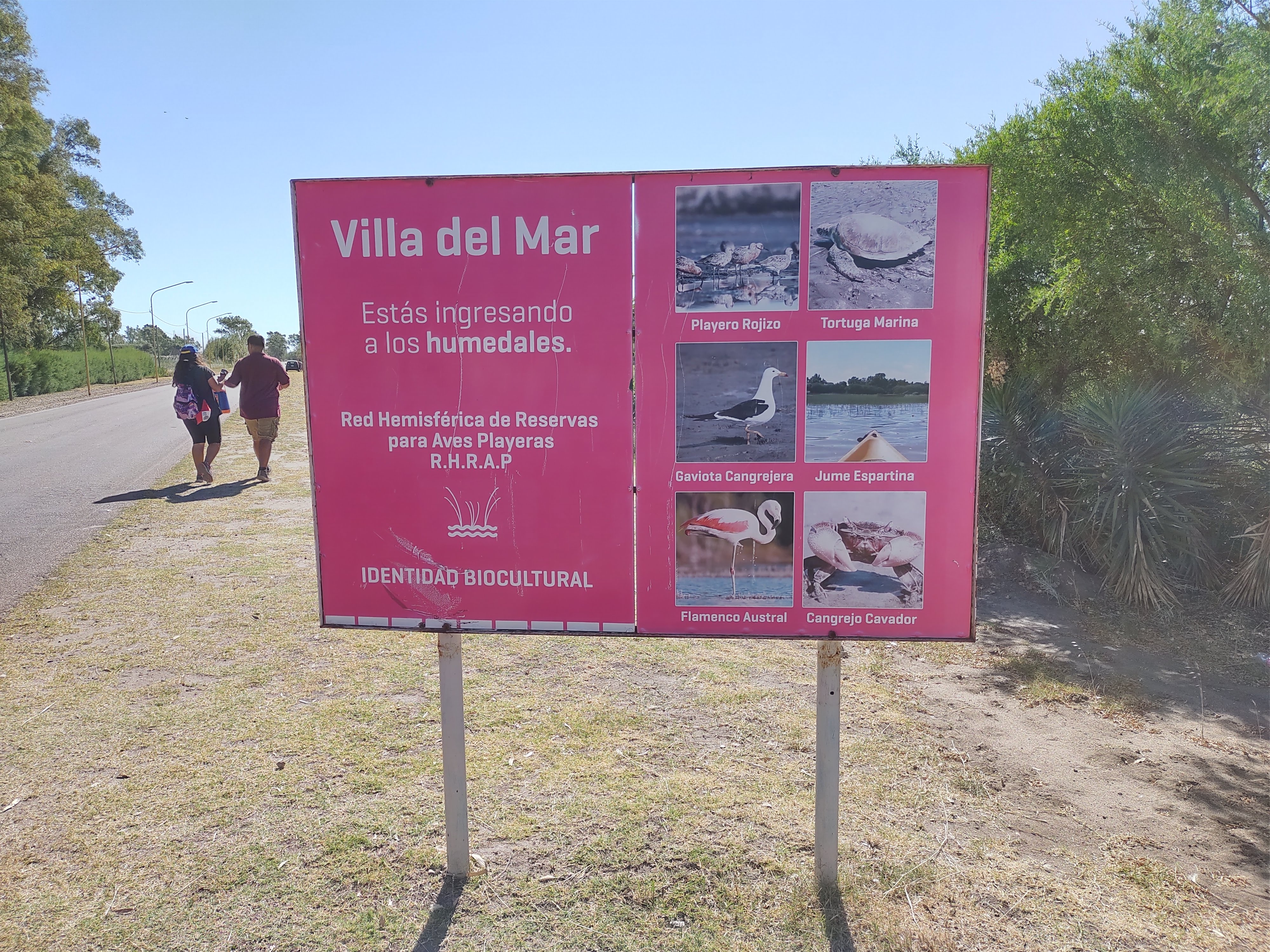
Cartel al ingreso de la localidad de Villa del Mar

Villa del mar cuenta con un balneario municipal, equipado de fogones, mesas, una pileta pública de grandes dimensiones, el servicio de guardavidas y una sala de primeros auxilios para el goce de los vecinos y visitantes.
Se halla El Club Náutica Punta Alta, el cual organiza la Fiesta de la Pescadilla y los primeros días de febrero se celebra la fiesta de los humedales, con stands gastronómicos, productores, artesanos, exposiciones de organizaciones no gubernamentales, shows musicales en vivo, números artísticos, caminatas guiadas por el “sendero de los humedales”, entre otras.

## Accesos
Se encuentra a 12 km desde Punta Alta y a 27 km desde Bahía Blanca. Se ingresa por RN 3, empalmando con la ruta 229. Esta última ofrece ingreso directo a la principal calle de la localidad, la avenida Puerto Belgrano.